# Woestijnvink
De woestijnvink (Bucanetes githagineus) is een kleine zangvogel in de familie der vinkachtigen.

## Kenmerken
De woestijnvink is een kleine vogel (11,5 tot 13 cm lang). De woestijnvink heeft een relatief grote, dikke grijsgele snavel. Bij volwassen mannetjes wordt deze snavel in de broedtijd rood en krijgt het mannetje een roze gloed op zijn buik. De kop en de borst blijven grijs. Vrouwtjes zijn geheel bruingrijs.

## Verspreiding en leefgebied
Er zijn vier ondersoorten
- B. g. amantum (Canarische Eilanden)
- B. g. zedlitzi (Zuid-Spanje, Noord-Afrika)
- B. g. githagineus (Egypte en Soedan)
- B. g. crassirostris (Midden-Oosten tot in Pakistan en Noordwest-India)

De woestijnvink nestelt in in steenwoestijnen of halfwoestijnen met enige begroeiing en rotsachtige hellingen of in droge bergachtige gebieden, maar niet zo hoog als de Mongoolse woestijnvink. Water moet echter op vliegafstand bereikbaar zijn.

### Voorkomen in Noordwest-Europa
Vanaf de jaren 1970 komt de woestijnvink voor als dwaalgast in Noordwest-Europa. In Nederland zijn twee bevestigde waarnemingen na 2003.

## Status
De woestijnvink heeft een groot verspreidingsgebied en daardoor is de kans op de status kwetsbaar (voor uitsterven) uiterst gering. De grootte van de populatie is niet gekwantificeerd, maar aangenomen wordt dat de trend stabiel is. Om deze redenen staat deze soort woestijnvink als niet bedreigd op de Rode Lijst van de IUCN.

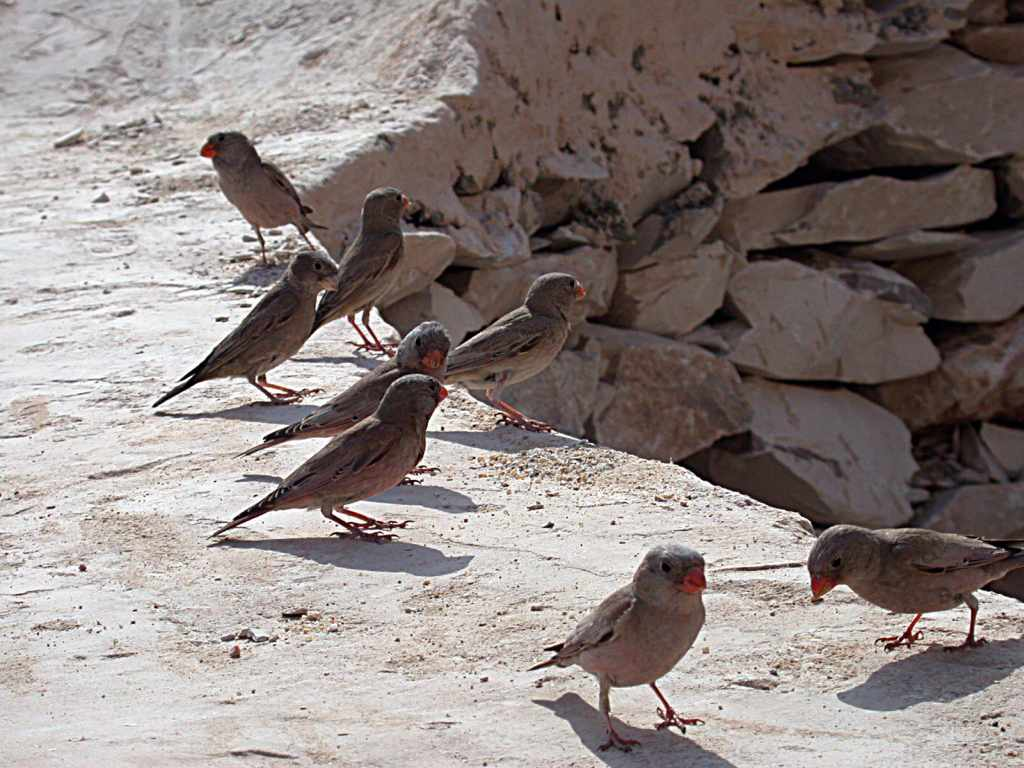
Woestijnvinken in Egypte